# Moreira (futebolista, 2004)
João Moreira Sanmartin Souza, mais conhecido como João Moreira ou simplesmente Moreira (São Paulo, 21 de maio de 2004) é um futebolista luso-brasileiro que atua como lateral direito. Atualmente, joga pelo Porto

## Carreira

### São Paulo
Natural de São Paulo, Moreira chegou na do  São Paulo em 2017 vindo do Audax Osasco, onde atuava como zagueiro no Sub-13 do clube e acabou sendo eliminado no mesmo ano pelo próprio São Paulo nas quartas de final do Paulista da categoria. Ganhou inúmeros títulos pelo clube nas categorias de base e entre o Sub-17 e o Sub-20 em 2021, Moreira atuou em 25 partidas nas duas categorias.
Com as ausências de Rafinha (poupado) e Igor Vinícius (machucado), fez sua estreia oficial pelo Tricolor foi no dia 28 de fevereiro de 2022, tendo atuado os 90 minutos da vitória por 2–1 sobre o Água Santa, alçado por Rogério Ceni. Em junho, acertou sua renovação com o Tricolor até o final de 2025. Moreira fez seu primeiro gol como profissional em 8 de julho de 2022, na vitória por 4–1 sobre a Universidad Católica no jogo de volta das oitavas da Copa Sul-Americana, marcando aos 13 minutos do segundo tempo após entrar no intervalo.
Em outubro de 2022, acabou sofrendo uma lesão nos ligamentos do joelho em um treino. Ao todo, entrou em campo em 11 partidas na temporada.
Recuperado em julho de 2023, voltou ao time principal relacionado por Dorival Júnior e para ganhar minutos além de ritmo desceu ao Sub-20 onde disputou dois jogos, voltando atuar pela primeira vez desde a lesão na vitória por 2–1 contra a Lemense pelo Brasileiro da categoria. antes de atuar em partida contra o América Mineiro no Brasileiro.
Após cinco meses da lesão sofrida na Seleção Brasileira, voltou a atuar em 28 de janeiro de 2024, na vitória sobre a Portuguesa na terceira rodada do Campeonato Paulista. Em 4 de fevereiro participou da conquista da Supercopa Rei ao vencer o Palmeiras, tendo Moreira entrado na parte final e substituído Rafinha.
FC Porto
João Moreira dia 31/1/2025 sai do São Paulo para o FC Porto.

## Seleção Nacional

### Portugal

#### Sub-18
Por sua avó materna ser portuguesa, a mãe de Moreira adquiriu passaporte português para os dois em 2010 quando o jogador tinha apenas seis anos. Com isso, defendeu a Seleção Sub-18 em 2021 no Torneio de Limoges e em 2022 no Torneio Internacional do Porto, onde foi campeão ao vencer a Macedônia por 2–1. Ao todo, atuou em oito partidas pela categoria.

### Brasil

#### Sub-20
Em agosto de 2022, foi um dos convocados para um torneio quadrangular de preparação para o Torneio Conmebol Sul-Americano.

#### Sub-23
Moreira foi um dos convocados por Ramon Menezes para participar dos Jogos Pan-Americanos de 2023 em Santiago, mas acabou sendo cortado após uma lesão na coxa direita e foi substituído por Miranda.

## Estatísticas

### Seleção Portuguesa
Abaixo estão listados todos jogos e gols do futebolista pela Seleção Portuguesa e Seleção Brasileira, desde as categorias de base. Abaixo da tabela, clique em expandir para ver a lista detalhada dos jogos de acordo com a categoria selecionada.
Portugal Sub-18
| Ano   |       |      |         |
| Ano   | Jogos | Gols | Assist. |
| ----- | ----- | ---- | ------- |
| 2021  | 5     | 0    | 0       |
| 2022  | 3     | 0    | 0       |
| Total | 8     | 0    | 0       |

|    | Data                  | Local                                                 | Resultado | Adversário | Gols | Competição                     |
| -- | --------------------- | ----------------------------------------------------- | --------- | ---------- | ---- | ------------------------------ |
| 1. | 1 de setembro de 2023 | Stade Municipal de Beaublanc, Limoges, França         | 0–2       | Espanha    | 0    | Torneio de Limoges             |
| 2. | 5 de setembro de 2022 | Stade Municipal de Beaublanc, Limoges, França         | 6–3       | Suíça      | 0    | Torneio de Limoges             |
| 3. | 8 de outubro de 2021  |                                                       | 2–1       | Romênia    | 0    | Torneio Preparação             |
| 4. | 10 de outubro de 2021 |                                                       | 3–0       | Turquia    | 0    | Torneio Preparação             |
| 5. | 12 de outubro de 2021 | Estádio Elías Figueroa Brander, Valparaíso, Chile     | 0–1       | Espanha    | 0    | Torneio Preparação             |
| 6. | 25 de março de 2022   | Estádio Municipal 25 de abril, Penafiel, Portugal     | 5–0       | Geórgia    | 0    | Torneio Internacional do Porto |
| 7. | 27 de março de 2022   | Estádio Capital do Móvel, Paços de Ferreira, Portugal | 3–1       | Macedônia  | 0    | Torneio Internacional do Porto |
| 8. | 29 de março de 2022   | Estádio Municipal de Lousada, Lousada, Portugal       | 3–0       | Eslováquia | 0    | Torneio Internacional do Porto |

Brasil Sub-20
| Ano   |       |      |         |
| Ano   | Jogos | Gols | Assist. |
| ----- | ----- | ---- | ------- |
| 2022  | 1     | 0    | 0       |
| Total | 1     | 0    | 0       |

## Títulos

### São Paulo[17]

#### Base
- Copa do Brasil Sub-17: 2020
- Supercopa do Brasil Sub-17: 2020

#### Profissional
- Copa do Brasil: 2023
- Supercopa Rei: 2024[18]

### Seleção Portuguesa

#### Sub-18
- Torneio Internacional do Porto: 2022